# GNLY
GNLY (англ. Granulysin) – білок, який кодується однойменним геном, розташованим у людей на короткому плечі 2-ї хромосоми. Довжина поліпептидного ланцюга білка становить 145 амінокислот, а молекулярна маса — 16 374.
| 10         |  | 20         |  | 30         |  | 40         |  | 50         |
| ---------- |  | ---------- |  | ---------- |  | ---------- |  | ---------- |
| MATWALLLLA |  | AMLLGNPGLV |  | FSRLSPEYYD |  | LARAHLRDEE |  | KSCPCLAQEG |
| PQGDLLTKTQ |  | ELGRDYRTCL |  | TIVQKLKKMV |  | DKPTQRSVSN |  | AATRVCRTGR |
| SRWRDVCRNF |  | MRRYQSRVTQ |  | GLVAGETAQQ |  | ICEDLRLCIP |  | STGPL      |

A: Аланін

C: Цистеїн

D: Аспарагінова кислота

E: Глутамінова кислота

F: Фенілаланін

G: Гліцин

H: Гістидин

I: Ізолейцин

K: Лізин

L: Лейцин

M: Метіонін

N: Аспарагін

P: Пролін

Q: Глутамін

R: Аргінін

S: Серин

T: Треонін

V: Валін

W: Триптофан

Кодований геном білок за функціями належить до антибіотиків, антимікробних білків, фунгіцидів. 
Задіяний у таких біологічних процесах як поліморфізм, альтернативний сплайсинг. 
Секретований назовні.